# 拉薩爾 (伊利諾伊州)
拉薩爾（英語：LaSalle）是一個位於美國伊利諾伊州拉薩爾縣的城市。

## 地理
拉薩爾的座標為41°20′28″N 89°05′27″W / 41.34111°N 89.09083°W，而該地的平均海拔高度為158米（即518英尺）。

## 人口
根據2010年美國人口普查的數據，拉薩爾的面積為33.60平方千米，當中陸地面積為33.31平方千米，而水域面積為0.29平方千米。當地共有人口9609人，而人口密度為每平方千米285.98人。